# Franca Sciutto
Franca Sciutto (Genova, 14 gennaio 1939) è un'attrice italiana che è stata attiva negli anni sessanta e settanta.

## Biografia
Diplomata al Centro sperimentale di cinematografia di Roma, fra il 1968 e il 1974 è stata interprete di una trentina di film, comprendenti diversi b-movie di genere musicarello, poliziottesco e in stile commedia all'italiana.

## Filmografia

### Cinema
- Tabula rasa, regia di Paolo Capovilla (1968)
- Brucia ragazzo, brucia, regia di Fernando Di Leo (1969)
- Vergogna schifosi, regia di Mauro Severino (1969)
- La donna invisibile, regia di Paolo Spinola (1969)
- L'assoluto naturale, regia di Mauro Bolognini (1969)
- Senza sapere niente di lei, regia di Luigi Comencini (1969)
- Pensiero d'amore, regia di Mario Amendola (1969)
- Il prof. dott. Guido Tersilli primario della clinica Villa Celeste convenzionata con le mutue, regia di Luciano Salce (1969)
- Il sasso in bocca, regia di Giuseppe Ferrara (1969)
- Uccidete il vitello grasso e arrostitelo, regia di Salvatore Samperi (1970)
- Il trapianto, regia di Steno (1970)
- Formula 1 - Nell'inferno del Grand Prix, regia di Guido Malatesta (1970)
- Uomini contro, regia di Francesco Rosi (1970)
- Riuscirà l'avvocato Franco Benenato a sconfiggere il suo acerrimo nemico il pretore Ciccio De Ingras?, regia di Mino Guerrini (1971)
- La corta notte delle bambole di vetro, regia di Aldo Lado (1971)
- ...Scusi, ma lei le paga le tasse?, regia di Mino Guerrini (1971)
- Fratello sole, sorella luna, regia di Franco Zeffirelli (1972)
- I racconti di Canterbury, regia di Pier Paolo Pasolini (1972)
- Quando le donne si chiamavano madonne, regia di Aldo Grimaldi (1972)
- La mala ordina, regia di Fernando Di Leo (1972)
- Ultimo tango a Parigi, regia di Bernardo Bertolucci (1972)
- Il prode Anselmo e il suo scudiero, regia di Bruno Corbucci (1972)
- Canterbury n° 2 - Nuove storie d'amore del '300, regia di Roberto Loyola (1973)
- Bella, ricca, lieve difetto fisico, cerca anima gemella, regia di Nando Cicero (1973)
- La Tosca, regia di Luigi Magni (1973)
- Los amigos, regia di Paolo Cavara (1973)
- L'altra faccia del padrino, regia di Francesco Prosperi (1973)
- Studio legale per una rapina, regia di Tanio Boccia (1973)
- Il maschio ruspante, regia di Antonio Racioppi (1973)
- Giordano Bruno, regia di Giuliano Montaldo (1973)
- Una matta, matta, matta corsa in Russia (Neveroyatnye priklyucheniya italyantsev v Rossii), regia di Francesco Prosperi e Ėl'dar Aleksandrovič Rjazanov (1974)
- Il fiore delle mille e una notte, regia di Pier Paolo Pasolini (1974)